# Brian Negrón
Brian Negrón Nevarez (Bayamón, 15 febbraio 1996) è un pallavolista portoricano, palleggiatore nel Cabo de Cruz.

## Carriera

### Club
La carriera di Brian Negrón inizia nei tornei scolastici portoricani, giocando per il Colegio San Ignacio. Dopo il diploma, gioca a livello universitario negli Stati Uniti d'America, impegnato in NCAA Division I dal 2015 al 2018 con la George Mason, raggiungendo la Final 6 nel 2016.
Torna in patria per il firmando il suo primo contratto professionistico per la Liga de Voleibol Superior Masculino 2018, vestendo la maglia dei Mets de Guaynabo, con i quali conquista lo scudetto. Nel campionato 2018-19 emigra quindi in Italia, difendendo i colori della Top Volley Lamezia, in Serie A2; conclusi gli impegni con la formazione calabrese, si accasa agli Indios de Mayagüez, partecipando alla LVSM 2019. Nel campionato seguente approda nella divisione cadetta spagnola, firmando per il Cabo de Cruz.

### Nazionale
Fa parte delle selezioni giovanili portoricane, giocando con la nazionale under 19 il campionato mondiale 2011 e il campionato nordamericano 2012, mentre con quella under 21 partecipa alla Coppa panamericana 2011 e al campionato nordamericano 2012 e 2014. 
Nel 2019 riceve invece le prime convocazioni in nazionale maggiore.

## Palmarès

### Club
- Campionato portoricano: 1

2018